# Chamaedorea metallica
Chamaedorea metallica är en enhjärtbladig växtart som beskrevs av Orator Fuller Cook och Harold Emery Moore. Chamaedorea metallica ingår i släktet Chamaedorea och familjen Arecaceae. Inga underarter finns listade i Catalogue of Life.

## Bildgalleri

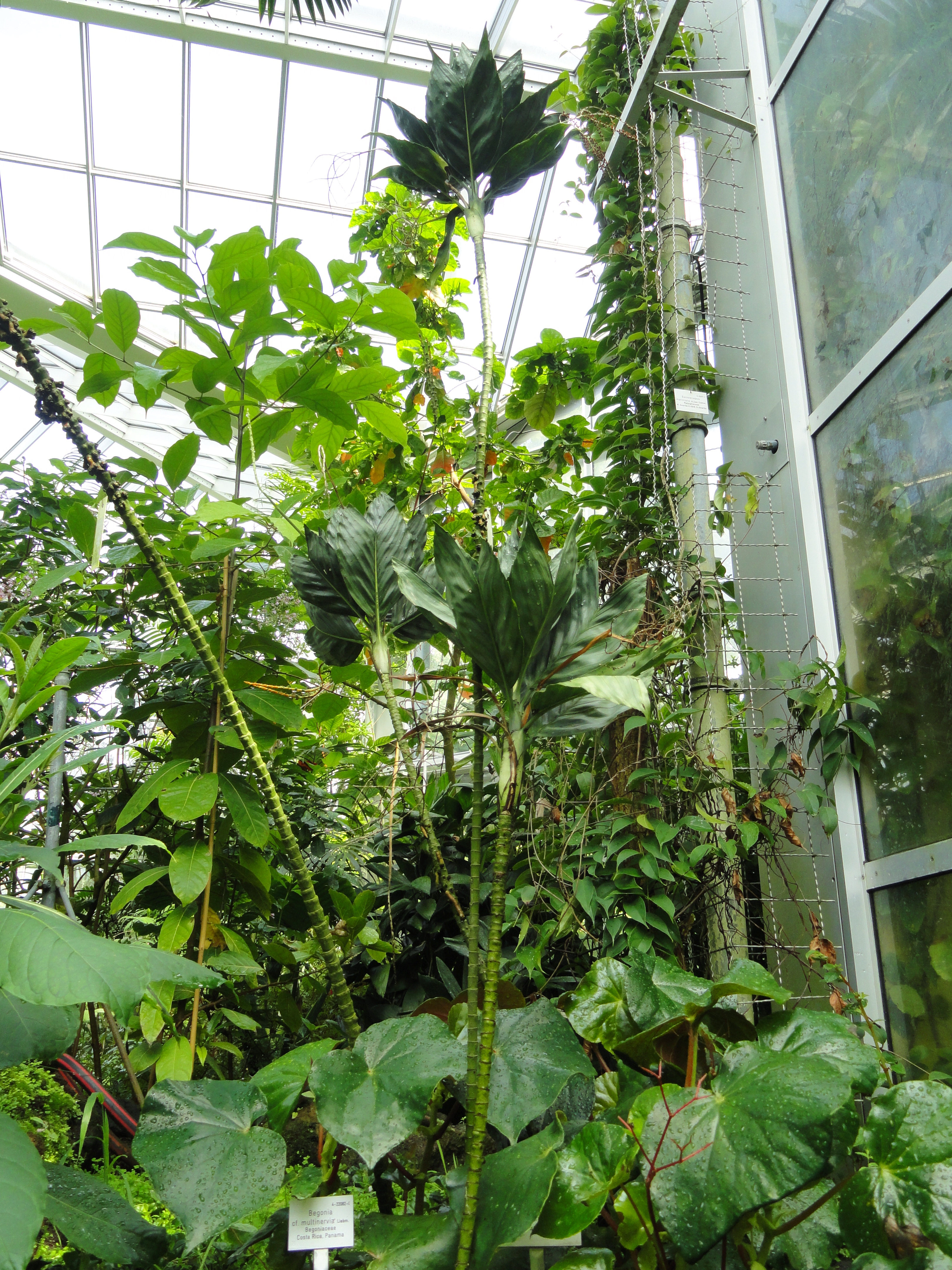
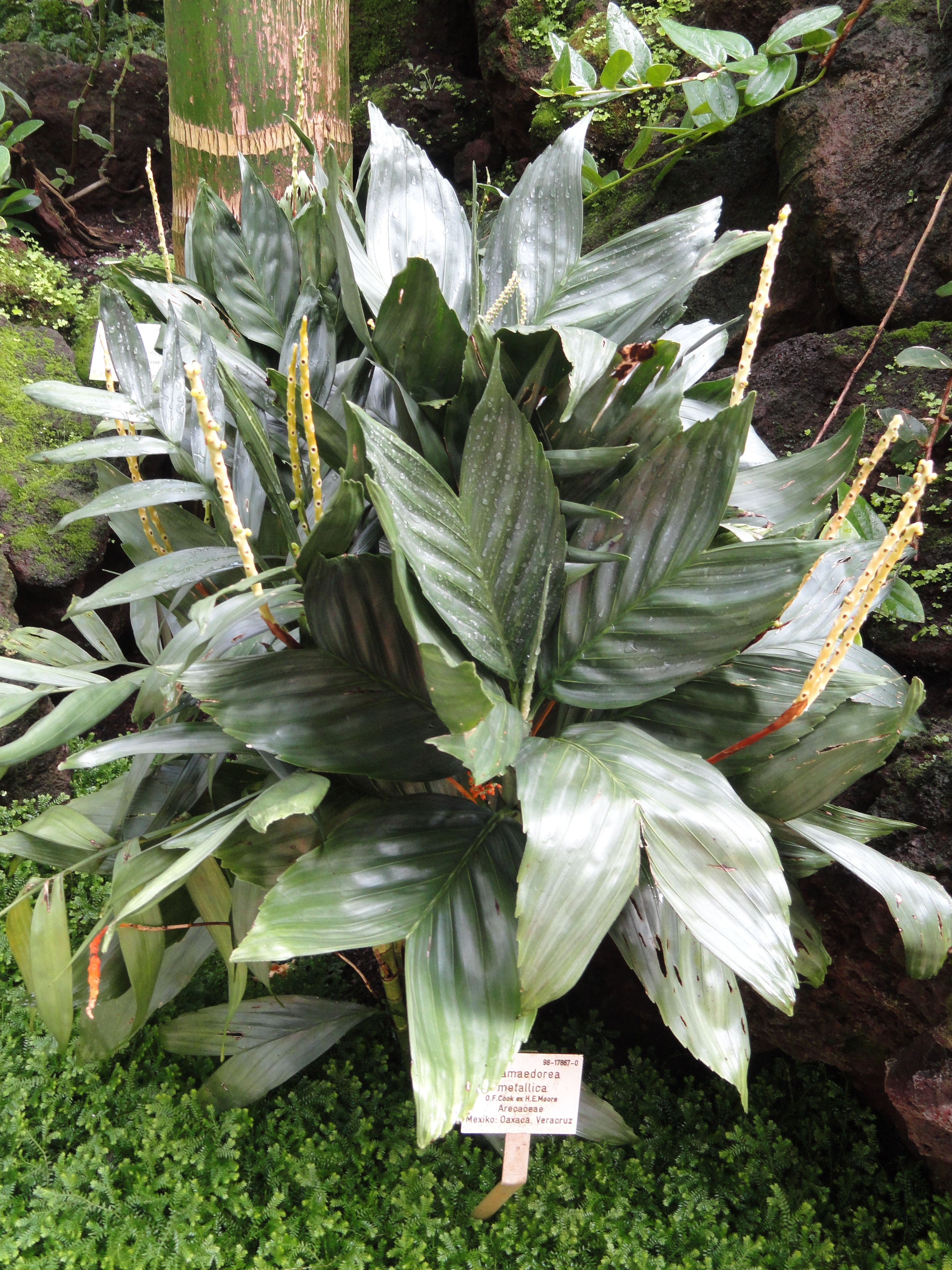
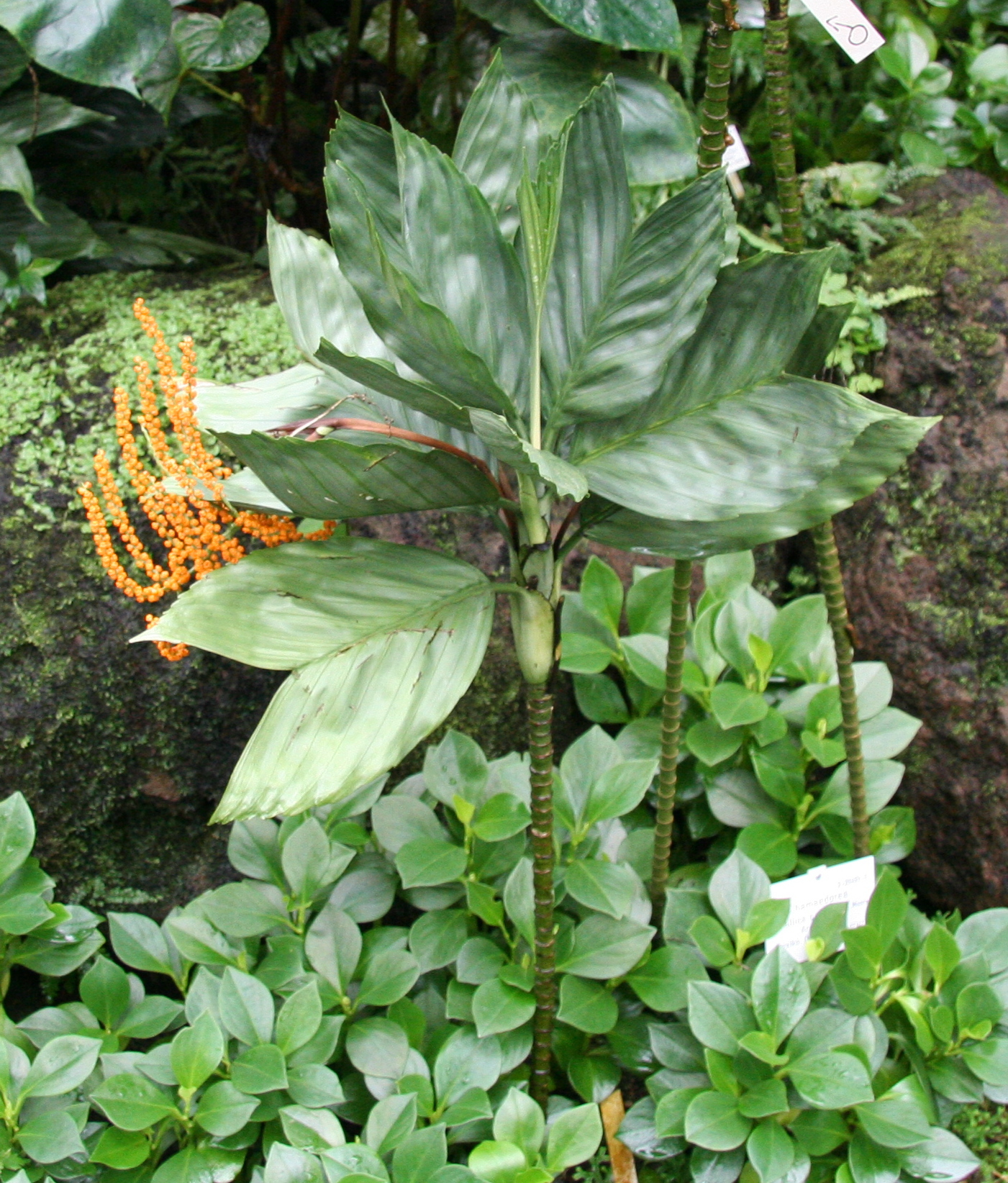
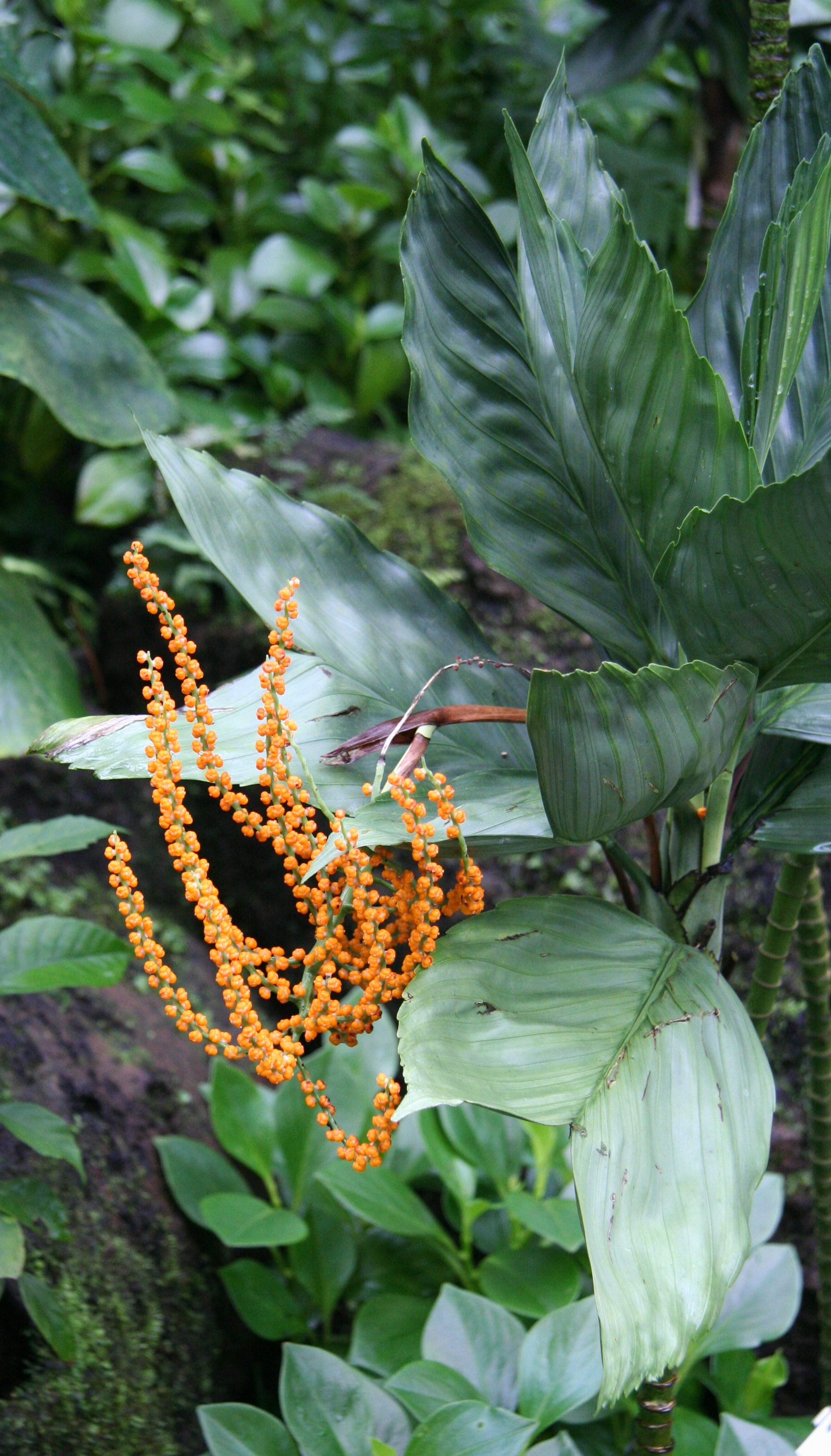
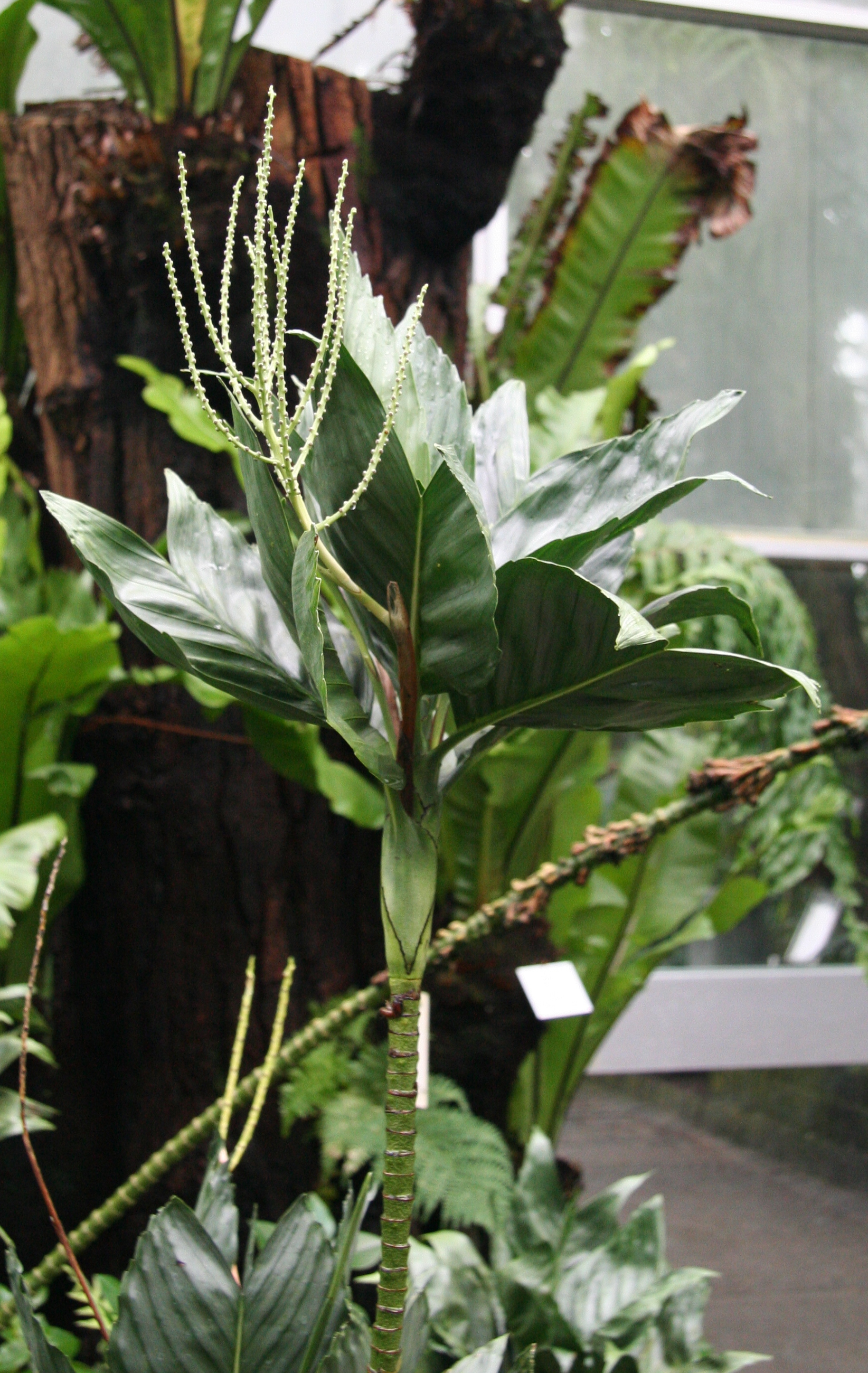
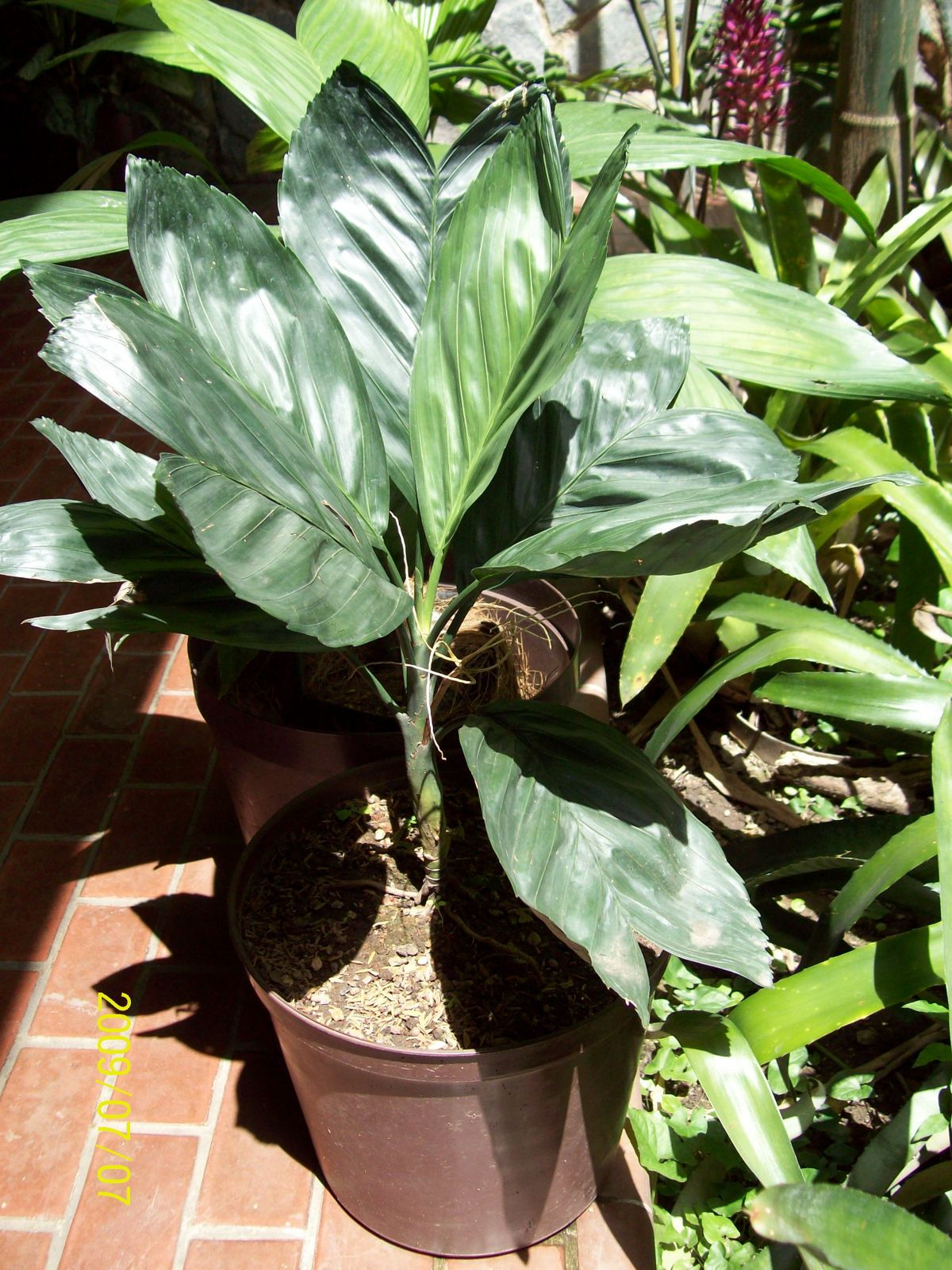